# دین بلک ول
دین بلک ول (انگلیسی: Dean Blackwell؛ زادهٔ ۵ دسامبر ۱۹۶۹) بازیکن فوتبال اهل بریتانیا است.
از باشگاه‌هایی که در آن بازی کرده‌است می‌توان به باشگاه فوتبال برایتون اند هوو آلبیون، باشگاه فوتبال پلیموث آرگیل، و باشگاه فوتبال ویمبلدون اشاره کرد.
وی همچنین در تیم ملی فوتبال زیر ۲۱ سال انگلستان بازی کرده‌است.